# Kadio
Kadio är en ort i Burkina Faso.   Den ligger i regionen Cascades, i den sydvästra delen av landet, 400 km sydväst om huvudstaden Ouagadougou. Kadio ligger 338 meter över havet och antalet invånare är 1 494.
Terrängen runt Kadio är platt. Runt Kadio är det glesbefolkat, med 9 invånare per kvadratkilometer.. Kadio är det största samhället i trakten.
Omgivningarna runt Kadio är en mosaik av jordbruksmark och naturlig växtlighet.